# バラトプル (インド)

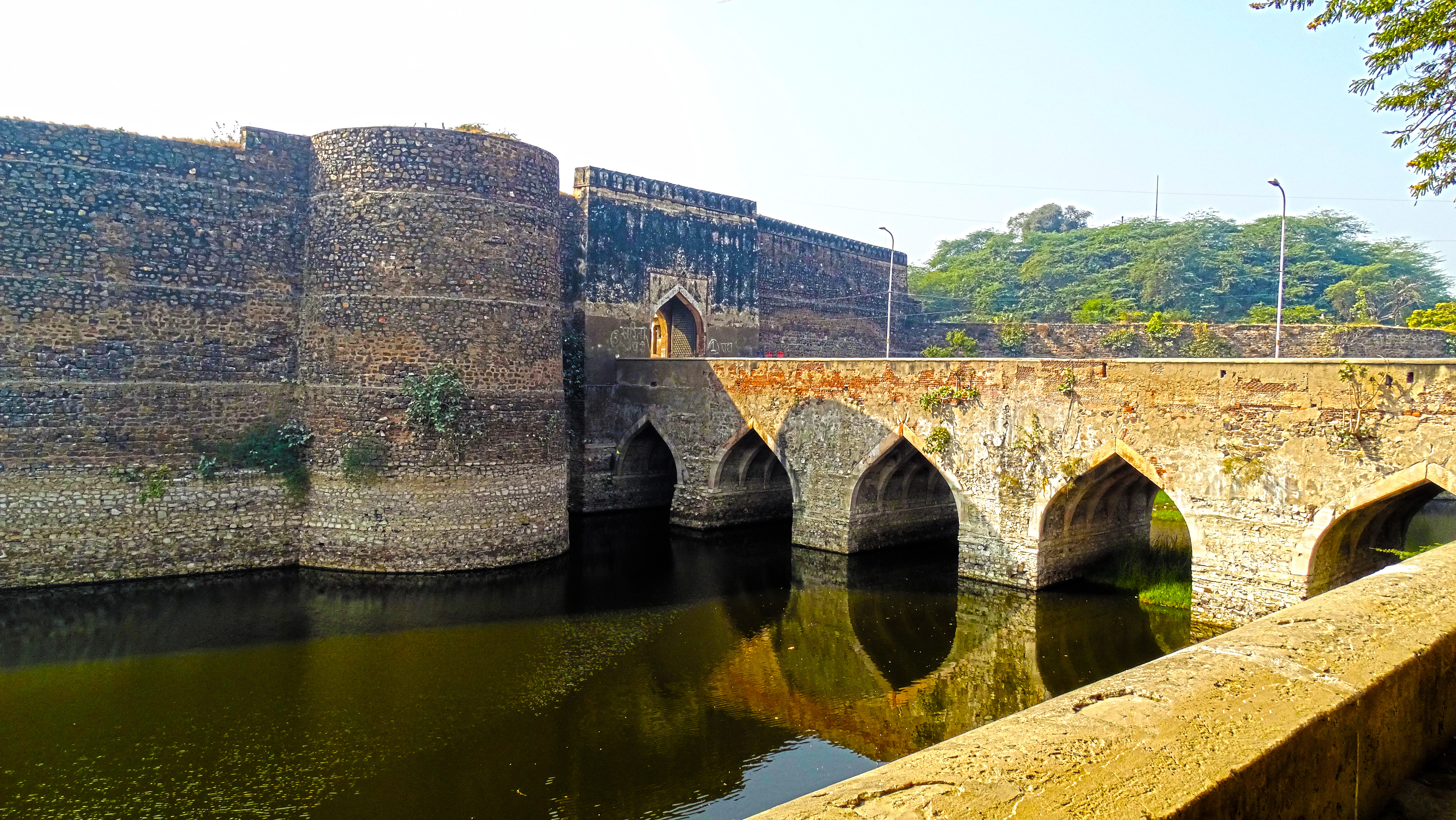
バラトプルの城塞

バラトプル（ヒンディー語：भरतपुर, 英語：Bharatpur）は、インドのラージャスターン州、バラトプル県の都市。かつてバラトプル王国及び同藩王国の首都であった。バーラトプルとも呼ばれるが、正確な発音はバラトプルである。

## 歴史

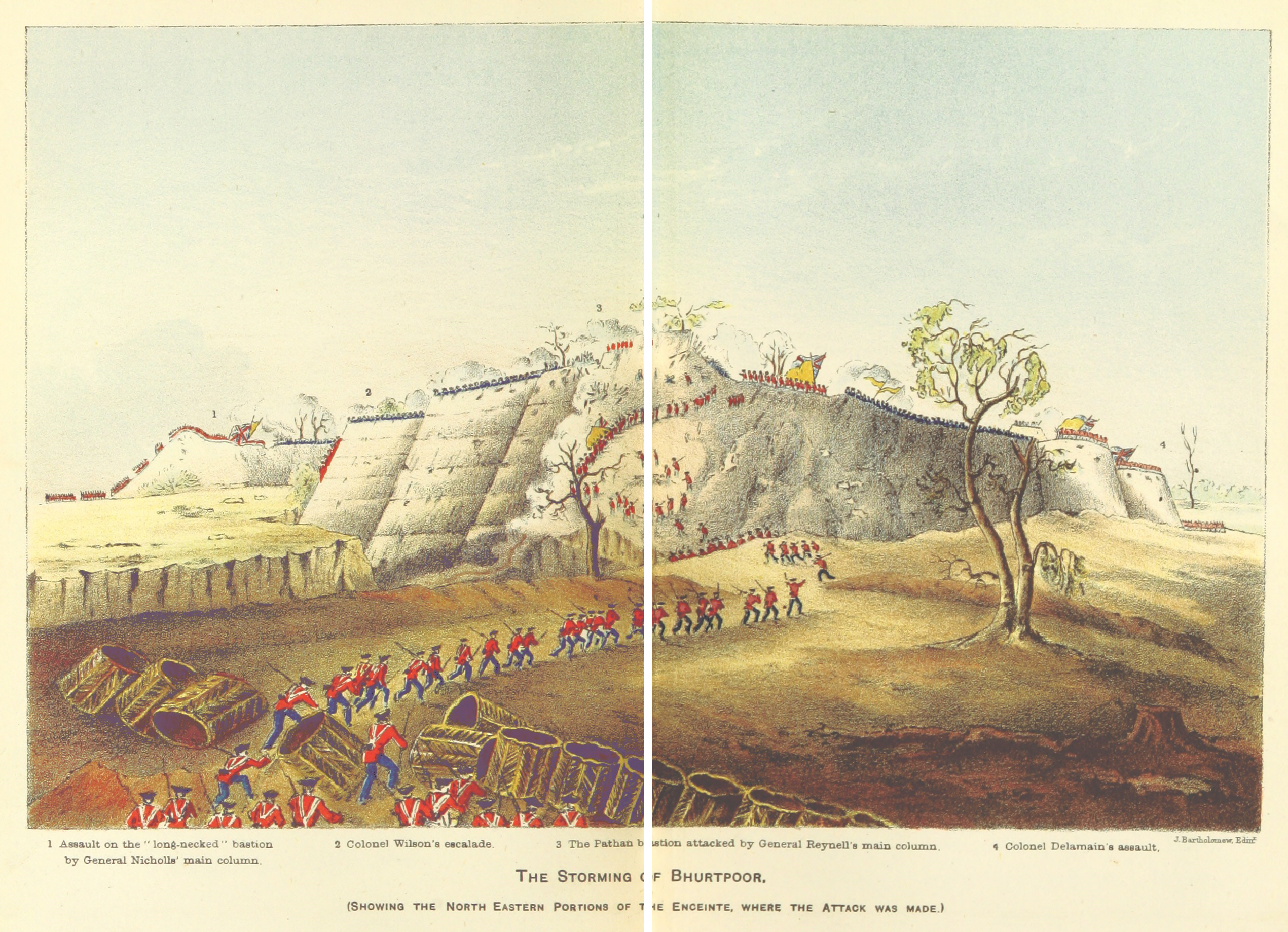
バラトプル包囲戦

14世紀、トゥグルク朝の君主フィールーズ・シャー・トゥグルクの時代に建設された。
17世紀末、ここに依ったジャートの指導者チューラーマンが拠点とし、半独立のバラトプル王国が成立した。
18世紀、スーラジュ・マルのもとでバラトプルは発展・繁栄し、この都市を中心にバラトプル王国は版図を拡大した。
1805年、第二次マラーター戦争中にバラトプルは包囲された。だが、連戦連勝のイギリス軍ですらバラトプルを陥落させることはできずに撤退を余儀なくされた（バラトプル包囲戦）。
その後、バラトプルはイギリス保護下のバラトプル藩王国の首都となり、1947年までそれは続いた。

## 人口

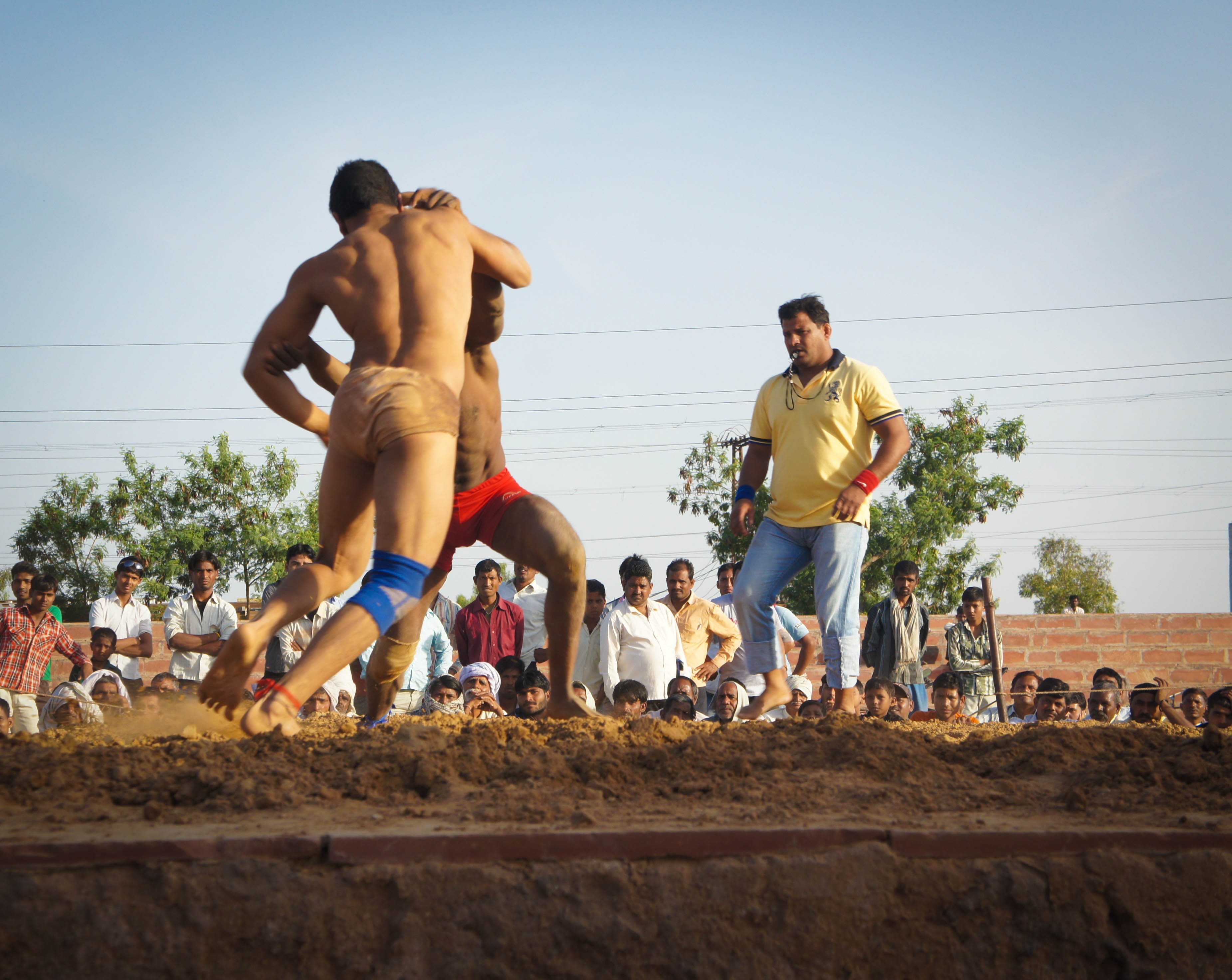
バラトプルでのクシュティー（2013年）

2011年の全国統計では、25,48,462 人。